# ミュージックV特集①〜キューティービジュアル〜
『ミュージックV特集①〜キューティービジュアル〜』（ミュージックVとくしゅう 1 キューティービジュアル）は、℃-ute1枚目のPV集。初のメジャー作品。

## 概要
- 初回盤には2006年9月10日に行われた℃-ute『Cutie Circuit 2006 Final in YOMIURILAND EAST LIVE 〜9月10日は℃-uteの日〜 』参加券が封入されていた。（よみうりランドオープンシアターEAST入場料200円は別途必要）
- イベント当日CD、DVD販売コーナー、グッズ販売コーナー、それぞれ1500円以上（CD、DVD及びグッズは、別々の精算）買うと抽選引換券を貰え当選するとメンバー直筆サイン入り「ミュージックV特集」ポスター、はずれた場合には、通常のポスター。

## 収録内容
1. 大きな愛でもてなして
2. まっさらブルージーンズ
3. 即 抱きしめて
4. まっさらブルージーンズ
『モーニング娘。コンサートツアーコンサートツアー2005春 〜第六感 ヒット満開!〜』でさいたまスーパーアリーナ公演のオープニング・アクトとして出演したライブ映像
5. わっきゃない(Z)
同上

特典映像
1. メンバー紹介スペシャルインタビュー
2. PVメイキング映像